# Nepenthes smilesii
Nepenthes smilesii este o specie de plante carnivore din genul Nepenthes, familia Nepenthaceae, ordinul Caryophyllales, descrisă de William Botting Hemsley. Conform Catalogue of Life specia Nepenthes smilesii nu are subspecii cunoscute.

## Galerie de imagini

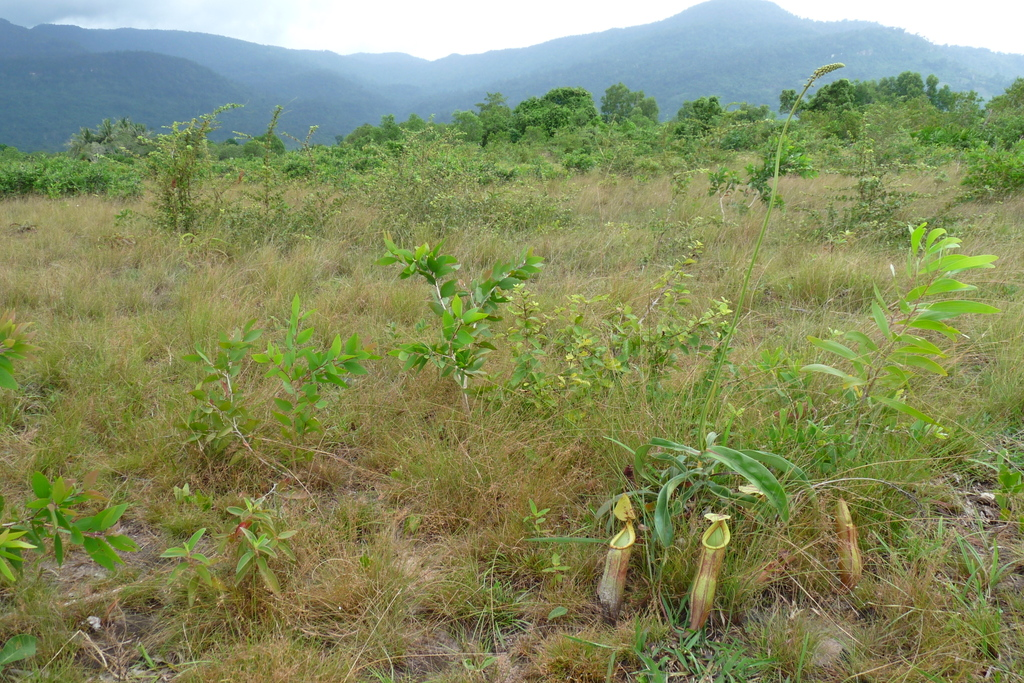
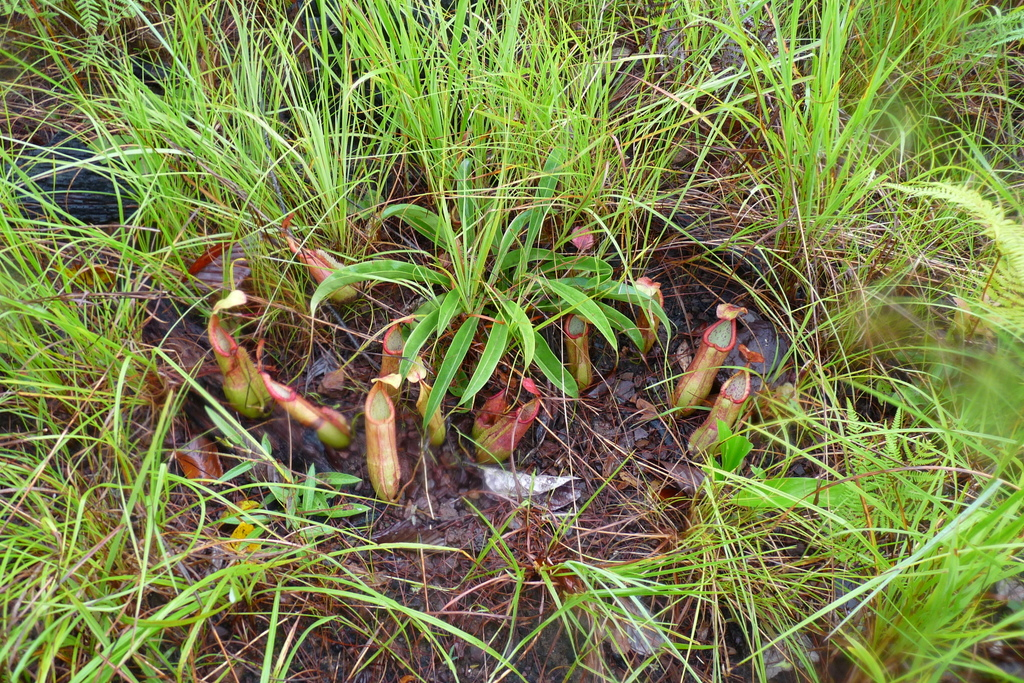
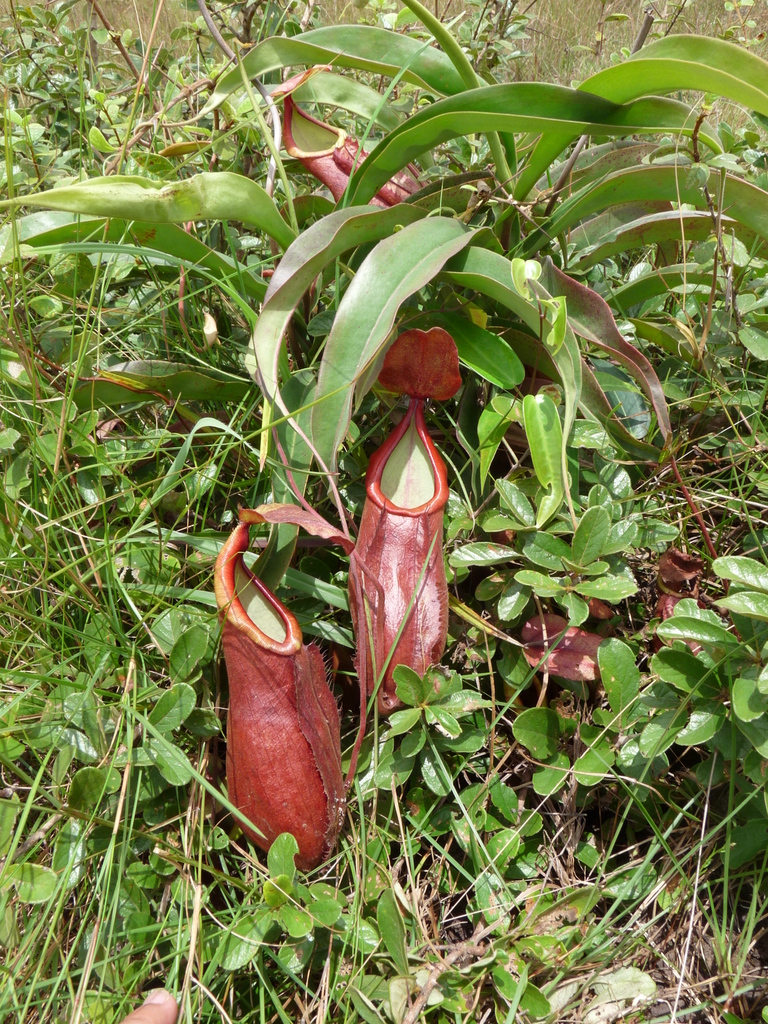
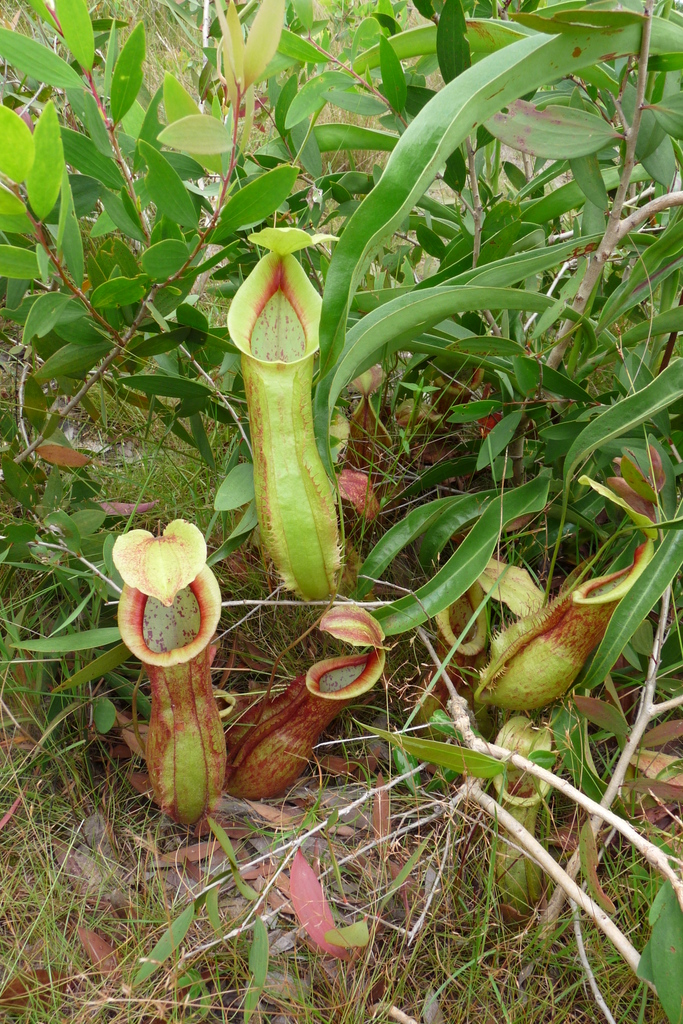
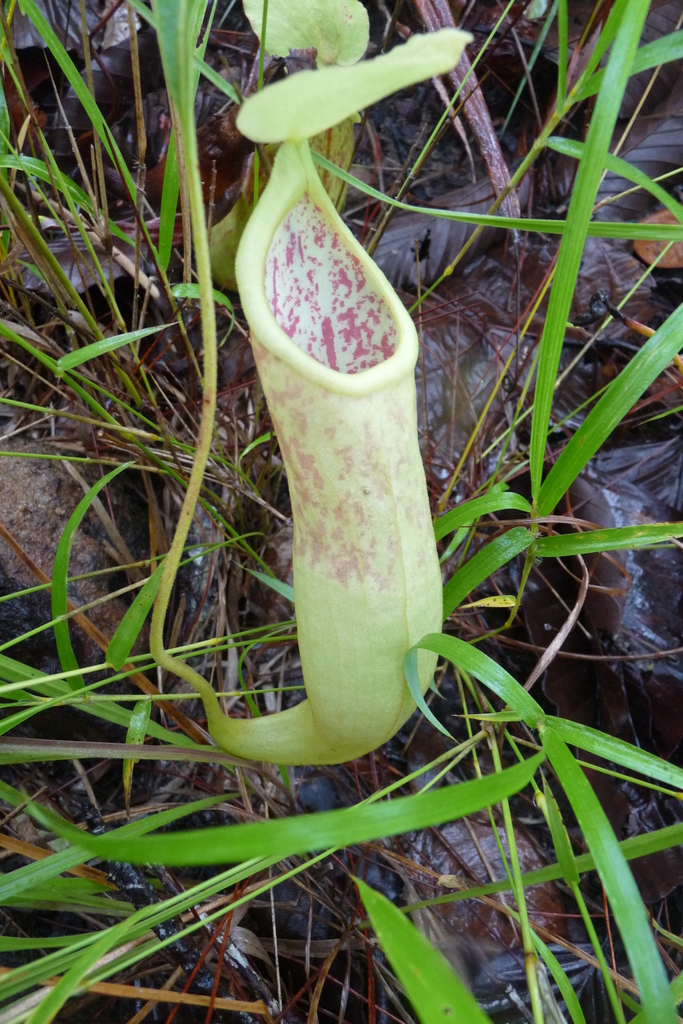
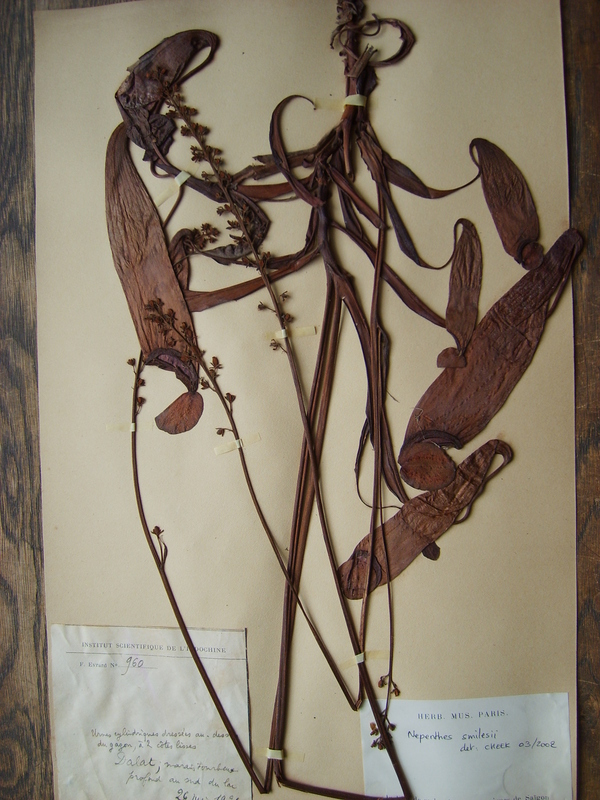